# Hrabstwo Lenoir
Hrabstwo Lenoir (ang. Lenoir County) – hrabstwo w stanie Karolina Północna w Stanach Zjednoczonych.

## Geografia
Według spisu z 2000 roku obszar całkowity hrabstwa obejmuje powierzchnię 402 mil2 (1041,18 km²), z czego 400 mil2 (1036 km²) stanowią lądy, a 2 mile2 (5,18 km²) stanowią wody. Według szacunków United States Census Bureau w roku 2012 miało 59 227 mieszkańców. Jego siedzibą administracyjną jest Kinston.

### Miasta
- Jackson Heights (CDP)
- Kinston
- La Grange
- Pink Hill